# 次粉
次粉又称黑麵、黄粉、下麵、三等粉，是麵粉廠將小麦研磨成面粉过程中的产物，不過它不是麵粉。因次粉製成的食物口感較差，所以得名次粉。次粉中含有蛋白质、纤维、磷和其他营养物质，它可用于製作面食、早餐麦片、布丁和粗粮等人類食品以及牲畜和宠物的饲料。目前研究人員正在研究如何將次粉用作生物燃料。